# Aredio Gimona
Aredio Gimona (né le 1er février 1924 à Isola d'Istria, aujourd'hui Izola en Slovénie, et mort le 11 février 1994 à Pise) est un footballeur international et entraîneur italien.

## Biographie

### Joueur

#### En club
En tant que milieu, Aredio Gimona est international italien à trois reprises (1951-1952) pour trois buts inscrits.
Réputé pour son bon contrôle de balle, il joue dans différents clubs italiens de la Serie A à la Serie C (Pro Gorizia, Milan AC, US Palerme, Juventus, Pro Patria Calcio, AS Livourne Calcio et Empoli FC). Il remporte une Serie C en 1943 et termine deux fois deuxième de Serie A en 1948 et en 1954.

#### En sélection
Il participe aux Jeux olympiques de 1952. Il est titulaire contre les États-Unis, inscrivant trois buts (3e, 51e, 75e) et contre la Hongrie. L'Italie est éliminée au premier tour.

### Entraîneur
En tant qu'entraineur, il dirige AC Pistoiese, AC Arezzo, AS Livourne Calcio et Genoa Cricket and Football Club mais il ne remporte rien.

## Palmarès
| Pro Gorizia - Serie C (1) : - Champion : 1942-43. |  | Juventus - Championnat d'Italie : - Vice-champion : 1953-54. |